# Saigneville
Saigneville és un municipi francès situat al departament del Somme i a la regió dels Alts de França. L'any 2007 tenia 398 habitants.

## Demografia

### Població
El 2007 la població de fet de Saigneville era de 398 persones. Hi havia 162 famílies de les quals 40 eren unipersonals (16 homes vivint sols i 24 dones vivint soles), 49 parelles sense fills, 65 parelles amb fills i 8 famílies monoparentals amb fills.
La població ha evolucionat segons el següent gràfic:
Habitants censats

### Habitatges

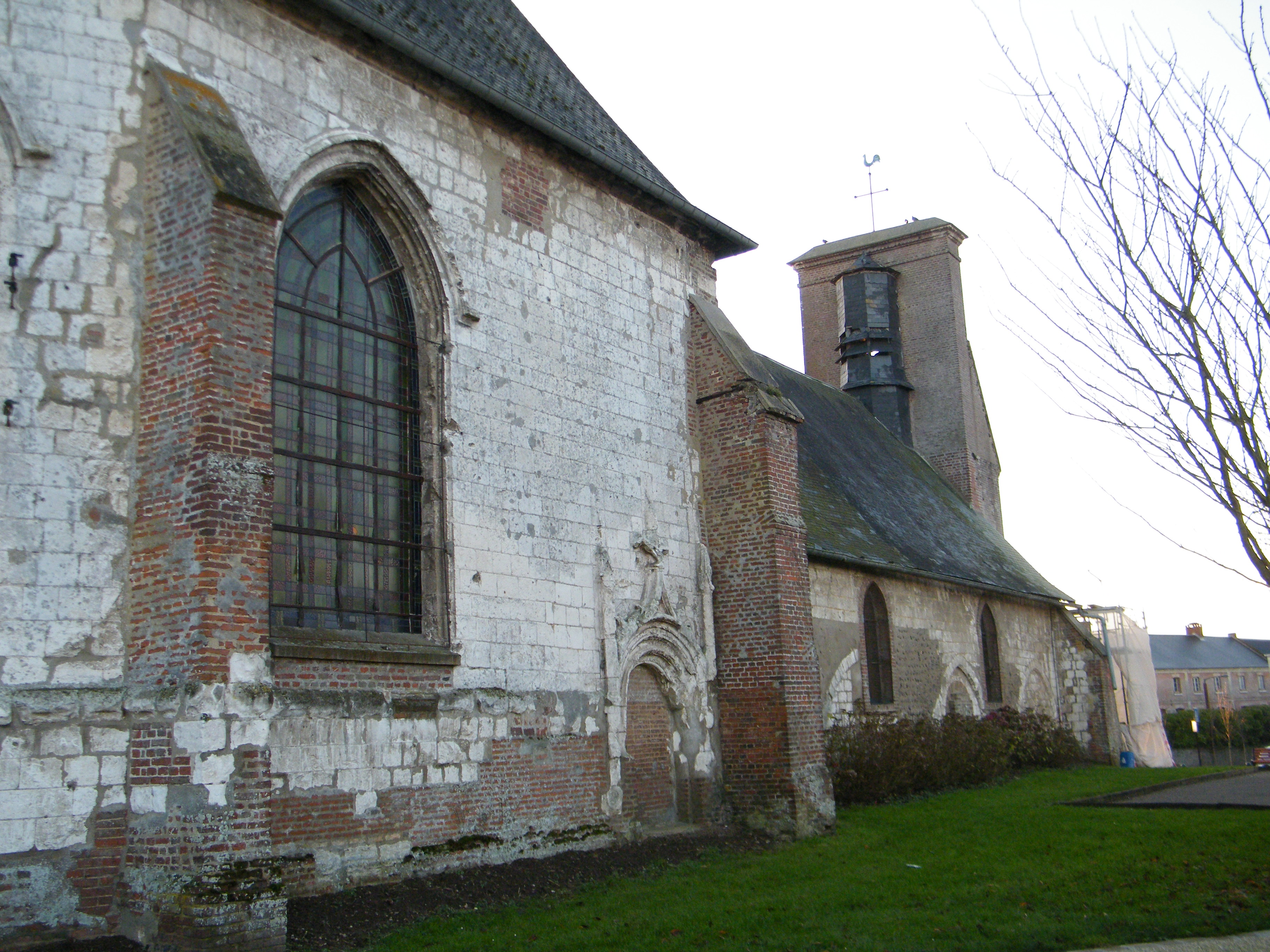

El 2007 hi havia 215 habitatges, 162 eren l'habitatge principal de la família, 41 eren segones residències i 11 estaven desocupats. 202 eren cases i 1 era un apartament. Dels 162 habitatges principals, 142 estaven ocupats pels seus propietaris, 14 estaven llogats i ocupats pels llogaters i 6 estaven cedits a títol gratuït; 1 tenia una cambra, 5 en tenien dues, 31 en tenien tres, 53 en tenien quatre i 72 en tenien cinc o més. 126 habitatges disposaven pel capbaix d'una plaça de pàrquing. A 68 habitatges hi havia un automòbil i a 82 n'hi havia dos o més.

### Piràmide de població
La piràmide de població per edats i sexe el 2009 era:
| Homes | Edats   | Dones |
| ----- | ------- | ----- |
| 0     | 95 o +  | 0     |
| 0     | 90 a 94 | 0     |
| 0     | 85 a 89 | 0     |
| 4     | 80 a 84 | 0     |
| 8     | 75 a 79 | 32    |
| 8     | 70 a 74 | 12    |
| 8     | 65 a 69 | 0     |
| 8     | 60 a 64 | 16    |
| 4     | 55 a 59 | 0     |
| 16    | 50 a 54 | 8     |
| 4     | 45 a 49 | 4     |
| 16    | 40 a 44 | 8     |
| 20    | 35 a 39 | 20    |
| 16    | 30 a 34 | 28    |
| 8     | 25 a 29 | 20    |
| 4     | 20 a 24 | 0     |
| 8     | 15 a 19 | 8     |
| 24    | 10 a 14 | 28    |
| 16    | 5 a 9   | 20    |
| 12    | 0 a 4   | 4     |

## Economia

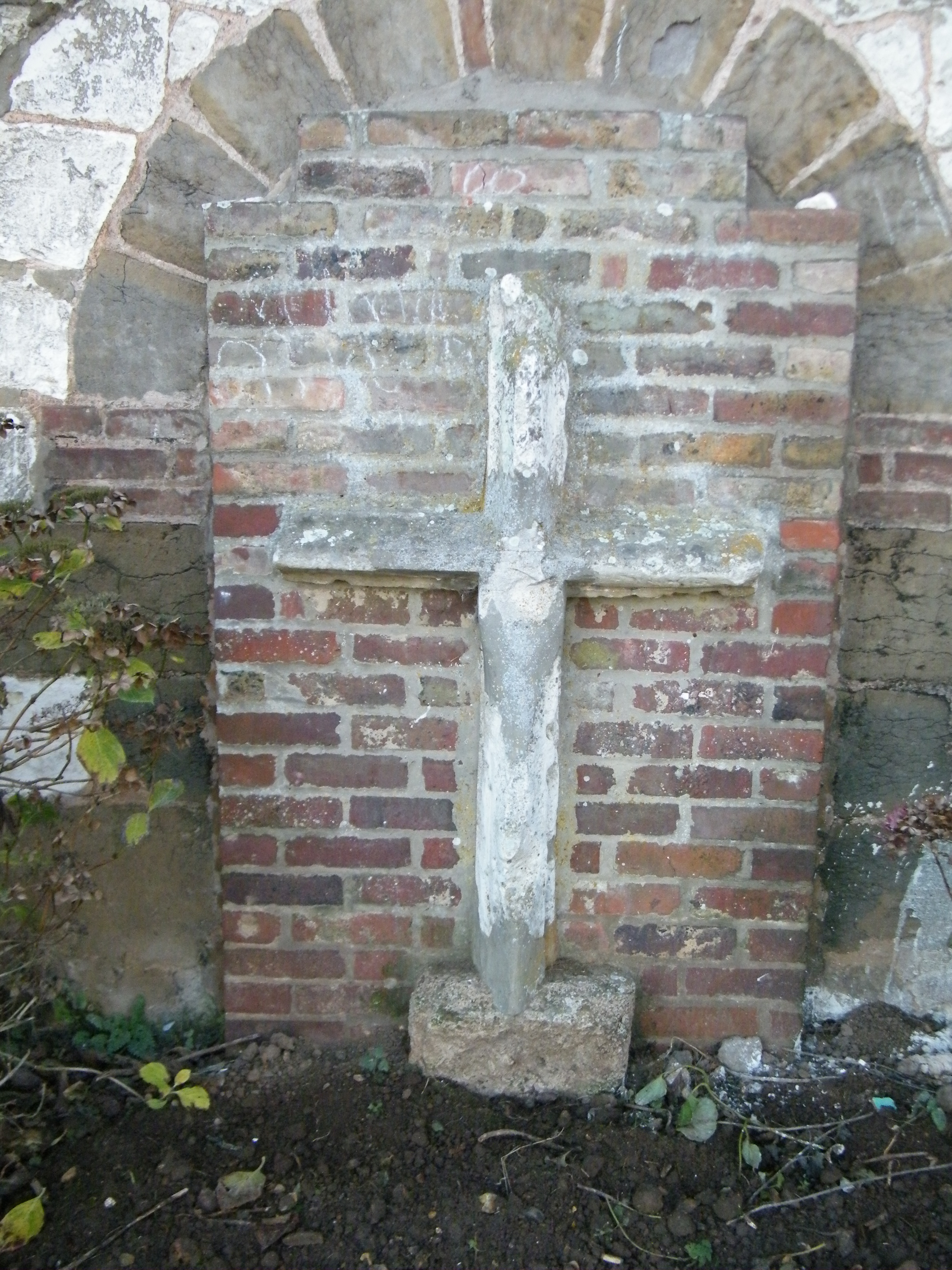

El 2007 la població en edat de treballar era de 257 persones, 166 eren actives i 91 eren inactives. De les 166 persones actives 147 estaven ocupades (77 homes i 70 dones) i 19 estaven aturades (5 homes i 14 dones). De les 91 persones inactives 40 estaven jubilades, 24 estaven estudiant i 27 estaven classificades com a «altres inactius».

### Ingressos
El 2009 a Saigneville hi havia 159 unitats fiscals que integraven 401 persones, la mediana anual d'ingressos fiscals per persona era de 17.078 €.

### Activitats econòmiques
Dels 15 establiments que hi havia el 2007, 1 era d'una empresa de fabricació de material elèctric, 1 d'una empresa de fabricació d'altres productes industrials, 3 d'empreses de construcció, 3 d'empreses de comerç i reparació d'automòbils, 1 d'una empresa de transport, 1 d'una empresa d'hostatgeria i restauració, 2 d'empreses immobiliàries, 2 d'empreses de serveis i 1 d'una empresa classificada com a «altres activitats de serveis».
Dels 3 establiments de servei als particulars que hi havia el 2009, 1 era una fusteria i 2 agències immobiliàries.
Dels 2 establiments comercials que hi havia el 2009, 1 era una fleca i 1 una botiga de mobles.

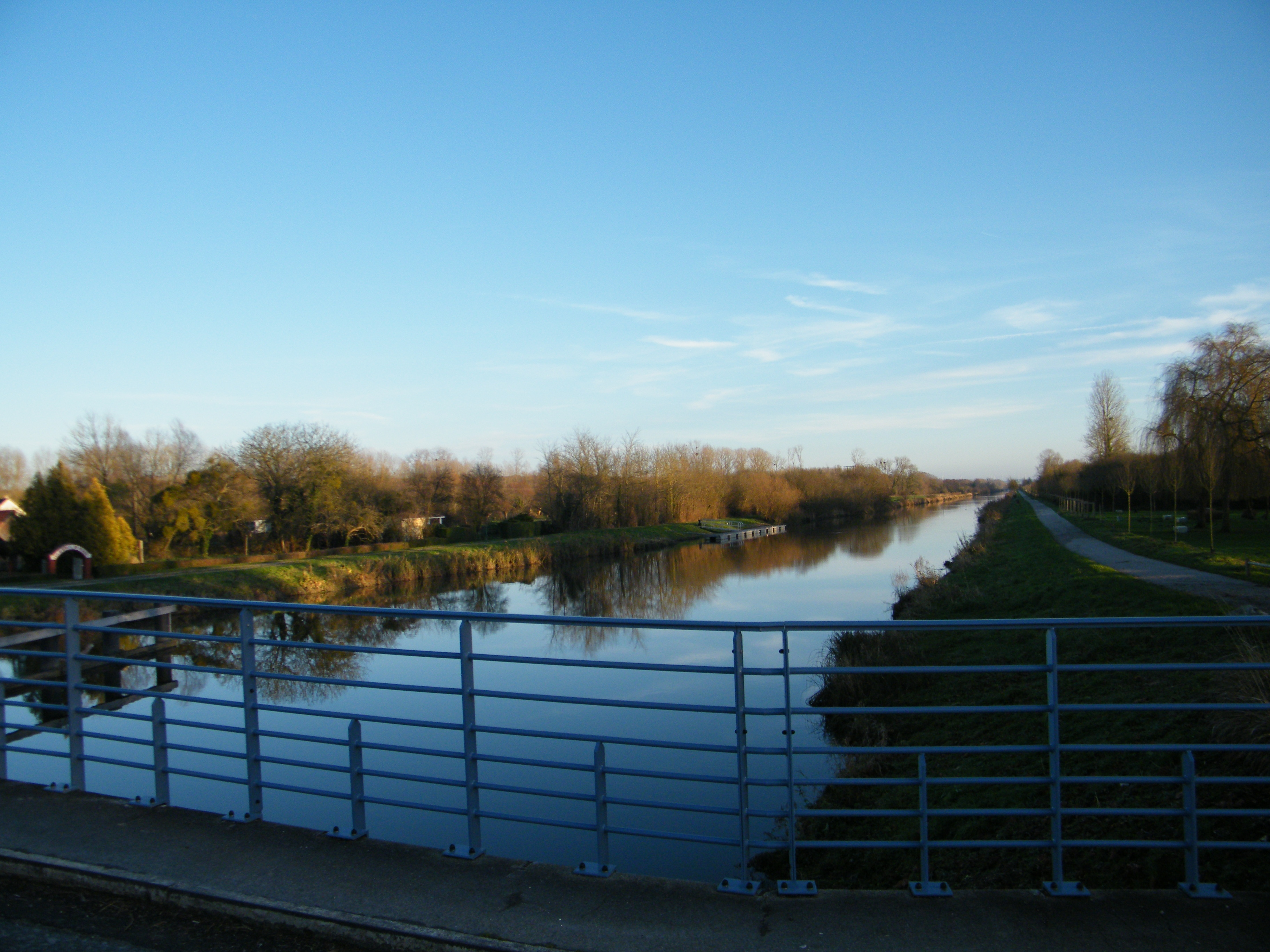

L'any 2000 a Saigneville hi havia 8 explotacions agrícoles que ocupaven un total de 392 hectàrees.

## Equipaments sanitaris i escolars
El 2009 hi havia una escola elemental integrada dins d'un grup escolar amb les comunes properes formant una escola dispersa.

## Poblacions més properes

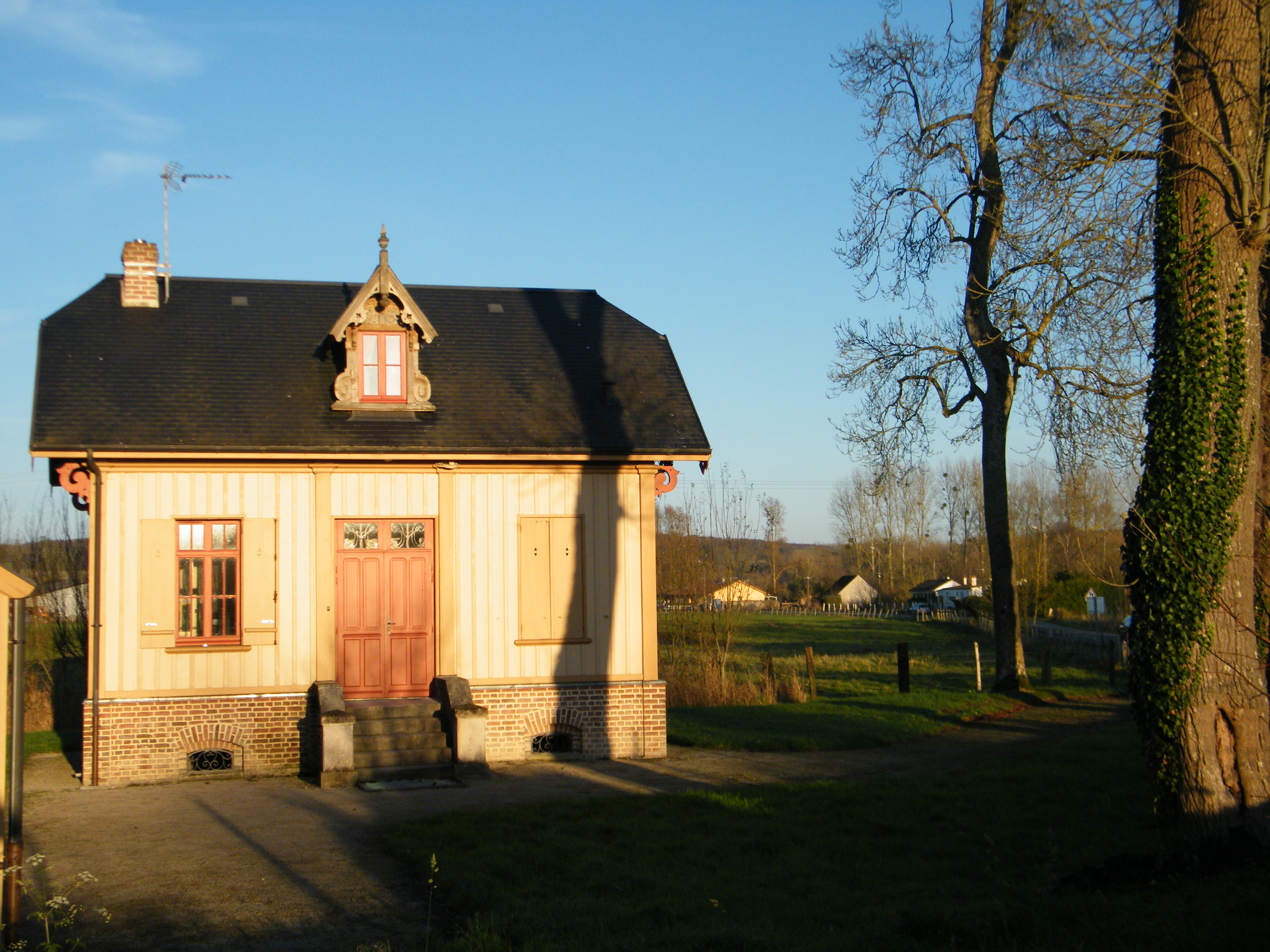

El següent diagrama mostra les poblacions més properes.